# تحلیل مجانبی
در آنالیز ریاضی، تحلیل مجانبی یا تحلیل حدی (به انگلیسی: Asymptotic analysis) روشی برای توصیف رفتار حدی توابع یا توصیف میزان دقت یک تقریب است.

## تعریف
می‌گوییم دو تابع {\displaystyle f} و {\displaystyle g} به شکل مجانبی با یکدیگر برابر اند اگر:
{\displaystyle \lim _{n\to \infty }{f \over g}=1}
و این رابطهٔ هم‌ارزی را با نماد {\displaystyle f\thicksim g} یا {\displaystyle g\thicksim f} نشان می‌دهیم. اگر مقدار حدی بی‌نهایت نباشد (یا برای تأکید) آن را ذکر می‌کنیم:
{\displaystyle \lim _{n\to 0}{f \over g}=1\Longrightarrow f\thicksim g\quad {\text{as}}\quad n\to 0}

### خواص
با فرض {\displaystyle f\sim g} و {\displaystyle a\sim b}:
- {\displaystyle f^{r}\sim g^{r}} به ازای هر {\displaystyle r}
- {\displaystyle \log(f)\sim \log(g)} این خاصیت برگشت‌پذیر نیست.
- {\displaystyle f\times a\sim g\times b}
- {\displaystyle f/a\sim g/b}

## کاربردها
یکی از نمونه‌های استفاده از تحلیل مجانبی در قضیهٔ اعداد اول است: اگر {\displaystyle \pi (x)} تعداد اعداد اول کمتر از {\displaystyle x} باشد، آنگاه {\displaystyle \pi (x)\thicksim {x \over \ln(x)}}
همچنین می‌توان به تقریب استرلینگ اشاره کرد: {\displaystyle n!\sim {\sqrt {2\pi n}}\left({\frac {n}{e}}\right)^{n}}
به طور کلی تحلیل مجانبی در بسیاری از علوم ریاضی استفاده می‌شود:
- در آمار برای تقریب حدی از توزیع احتمال یک آماره استفاده می‌شود.
- در ریاضیات کاربردی، از تحلیل مجانبی برای ساخت روش‌های عددی برای تقریب جواب‌های معادلات استفاده می‌شود.
- در آمار ریاضی و نظریه احتمالات، در تجزیه و تحلیل رفتار بلندمدت متغیرهای تصادفی و برآوردگرها استفاده می‌شود.
- در علوم کامپیوتر برای تحلیل الگوریتم‌ها و مقایسهٔ عملکرد الگوریتم‌های متفاوت کاربرد بسیاری دارد.
- در حسابان، برای آزمودن همگرایی سری‌ها.
- تحلیل رفتار سامانه‌های فیزیکی مثل مکانیک آماری.